# Jesús Collado Alarcón
Jesús Collado Alarcón (Barcelona, 13 de septiembre de 1979) es un deportista español que compitió en natación adaptada. Ganó seis medallas en los Juegos Paralímpicos de Verano entre los años 2000 y 2008.

## Palmarés internacional
| Juegos Paralímpicos | Juegos Paralímpicos | Juegos Paralímpicos | Juegos Paralímpicos |
| Año                 | Lugar               | Medalla             | Prueba              |
| ------------------- | ------------------- | ------------------- | ------------------- |
| 2000                | Sídney (Australia)  | Medalla de oro      | 100 m mariposa S9   |
| 2000                | Sídney (Australia)  | Medalla de bronce   | 100 m espalda S9    |
| 2000                | Sídney (Australia)  | Medalla de bronce   | 200 m estilos SM9   |
| 2004                | Atenas (Grecia)     | Medalla de oro      | 100 m mariposa S9   |
| 2004                | Atenas (Grecia)     | Medalla de bronce   | 100 m espalda S9    |
| 2008                | Pekín (China)       | Medalla de oro      | 400 m libre S9      |